# Saison 2022 de l'équipe cycliste féminine BikeExchange-Jayco
La saison 2022 de l'équipe cycliste féminine BikeExchange-Jayco est la onzième de la formation. Elle engistre le départ de Grace Brown et Sarah Roy, ainsi que plusieurs départs à la retraite, ces départs ne sont que partiellement compensés.
Alexandra Manly pour son retour chez les professionnelles, remporte quatre étapes et le classement général du Tour de Thuringe, ainsi qu'une étape du Tour de Scandinavie dont elle termine troisième. Elle se classe également quatrième du Women's Tour. Kristen Faulkner est troisième du Tour du Pays basque, puis remporte le contre-la-montre au Tour de Suisse. Elle brille sur le Tour d'Italie en gagnant le contre-la-montre et une étape de montagne. Ane Santesteban est neuvième du Tour de Burgos et sixième du Ceratizit Challenge by La Vuelta. Amanda Spratt est dixième de Liège-Bastogne-Liège et huitième du Tour de Romandie. Ruby Roseman-Gannon se classe cinquième du Simac Ladies Tour. Georgia Williams conserve son titre de championne de Nouvelle-Zélande du contre-la-montre. Alexandra Manly est vingt-troisième du classement UCI et vingt-deuxième du World Tour. La formation est neuvième des deux classements par équipes.

## Préparation de la saison

### Arrivées et départs
L'équipe enregistre l'arrivée Kristen Faulkner et de Nina Kessler depuis l'équipe Tibco. Par ailleurs quatre coureuses arrivent ou reviennent à l'échelon professionnel.
La leader de l'année précédente Grace Brown quitte la formation tout comme la sprinteuse Sarah Roy. La baroudeuse Janneke Ensing et la grimpeuse Lucy Kennedy prennent leur retraite. La capitaine de route Moniek Tenniglo et Jessica Roberts quittent aussi la formation. 
| Arrivées            | Équipe 2021         |
| ------------------- | ------------------- |
| Georgia Baker       | Amateur             |
| Kristen Faulkner    | Tibco-SVB           |
| Nina Kessler        | Tibco-SVB           |
| Alexandra Manly     | Amateur             |
| Ruby Roseman-Gannon | Néo-professionnelle |
| Wei Shi Chelsie Tan | Néo-professionnelle |

| Départs         | Équipe 2022                        |
| --------------- | ---------------------------------- |
| Grace Brown     | FDJ-Nouvelle Aquitaine-Futuroscope |
| Janneke Ensing  | Retraite                           |
| Lucy Kennedy    | Retraite                           |
| Jessica Roberts | Coop-Hitec                         |
| Sarah Roy       | Canyon-SRAM Racing                 |
| Moniek Tenniglo |                                    |

### Effectifs
| Effectif 2022            | Effectif 2022     | Effectif 2022     | Effectif 2022                        |
| Cycliste                 | Date de naissance | Pays              | Équipe précédente                    |
| ------------------------ | ----------------- | ----------------- | ------------------------------------ |
| Jessica Allen            | 17 avril 1993     | Australie         | High5 Dream Team (2016)              |
| Georgia Baker            | 21 septembre 1994 | Australie         | TIS Racing (2018)                    |
| Teniel Campbell          | 23 septembre 1997 | Trinité-et-Tobago | Valcar-Travel & Service (2020)       |
| Kristen Faulkner         | 18 décembre 1992  | États-Unis        | Tibco-Silicon Valley Bank (2021)     |
| Arianna Fidanza          | 6 janvier 1995    | Italie            | Lotto Soudal Ladies (2020)           |
| Nina Kessler             | 4 juillet 1988    | Pays-Bas          | Tibco-Silicon Valley Bank (2021)     |
| Alexandra Manly          | 28 février 1996   | Australie         |                                      |
| Ruby Roseman-Gannon      | 8 novembre 1998   | Australie         | ARA-Pro Racing Sunshine Coast (2021) |
| Ane Santesteban          | 12 décembre 1990  | Espagne           | Ceratizit-WNT Pro Cycling (2020)     |
| Amanda Spratt            | 17 septembre 1987 | Australie         |                                      |
| Wei Shi Chelsie Tan      | 17 janvier 1990   | Singapour         |                                      |
| Georgia Williams         | 25 août 1993      | Nouvelle-Zélande  | BePink (2016)                        |
| Urška Žigart             | 4 décembre 1996   | Slovénie          | Alé BTC Ljubljana (2020)             |
|                          |                   |                   |                                      |
| Source : ProCyclingStats |                   |                   |                                      |

Portraits
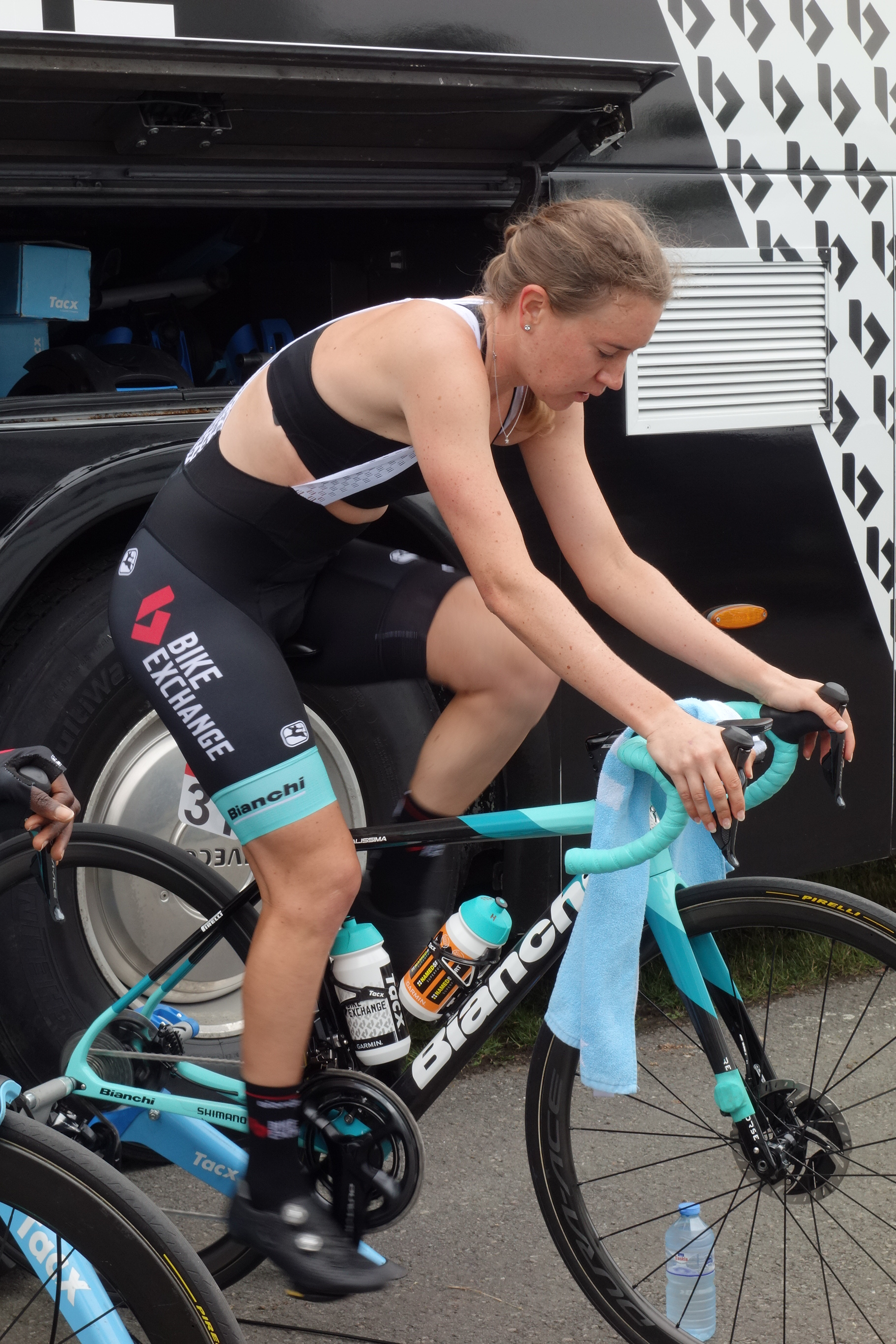
Jessica Allen en 2021
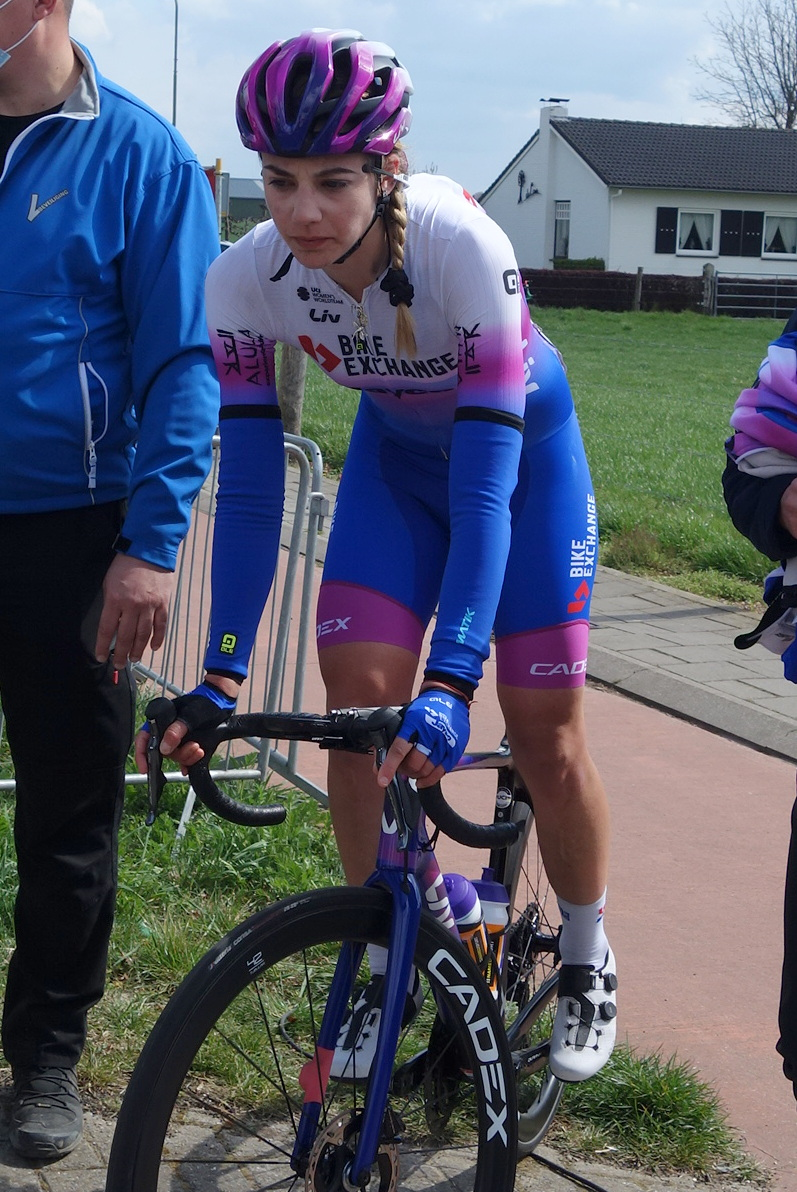
Arianna Fidanza
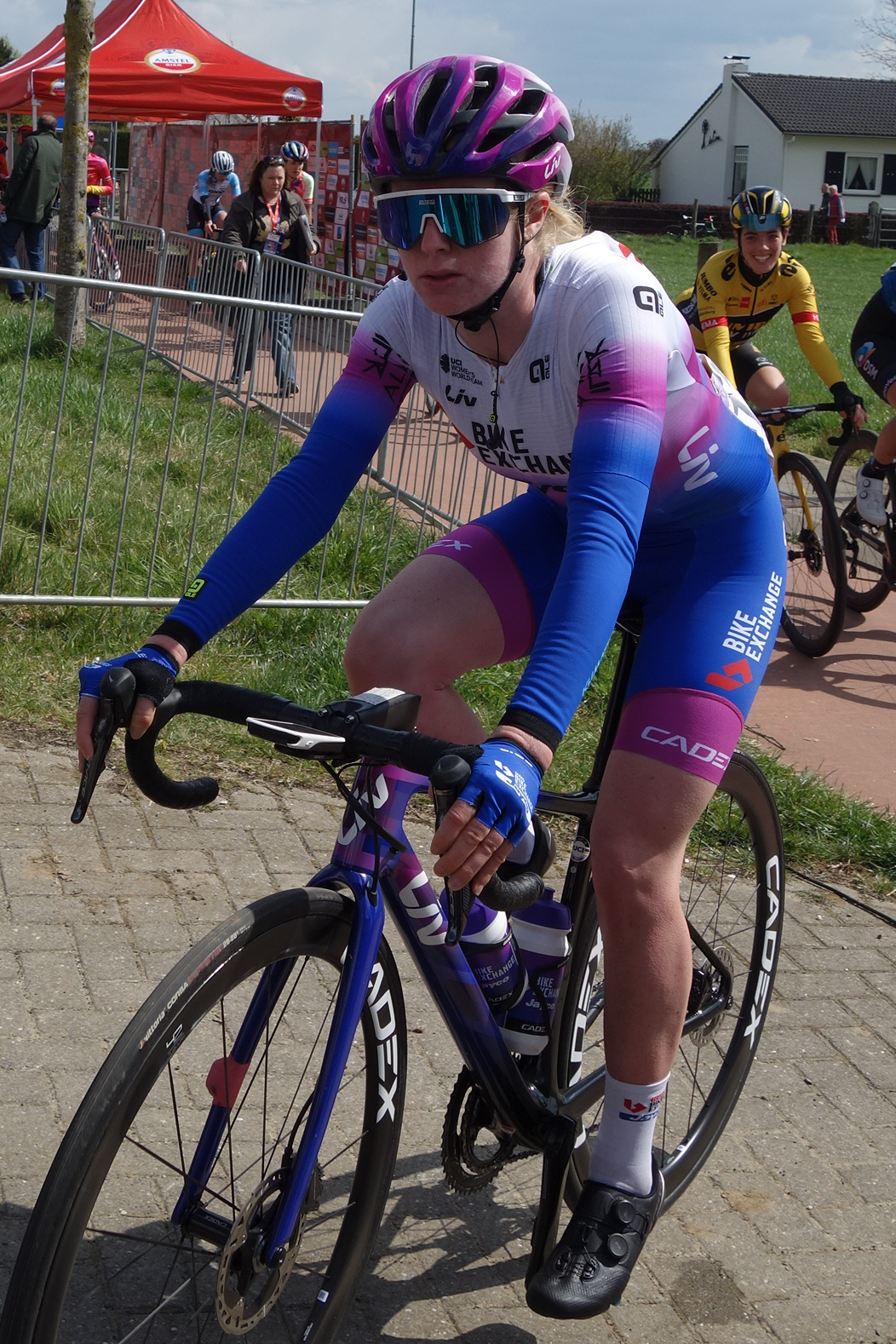
Alexandra Manly
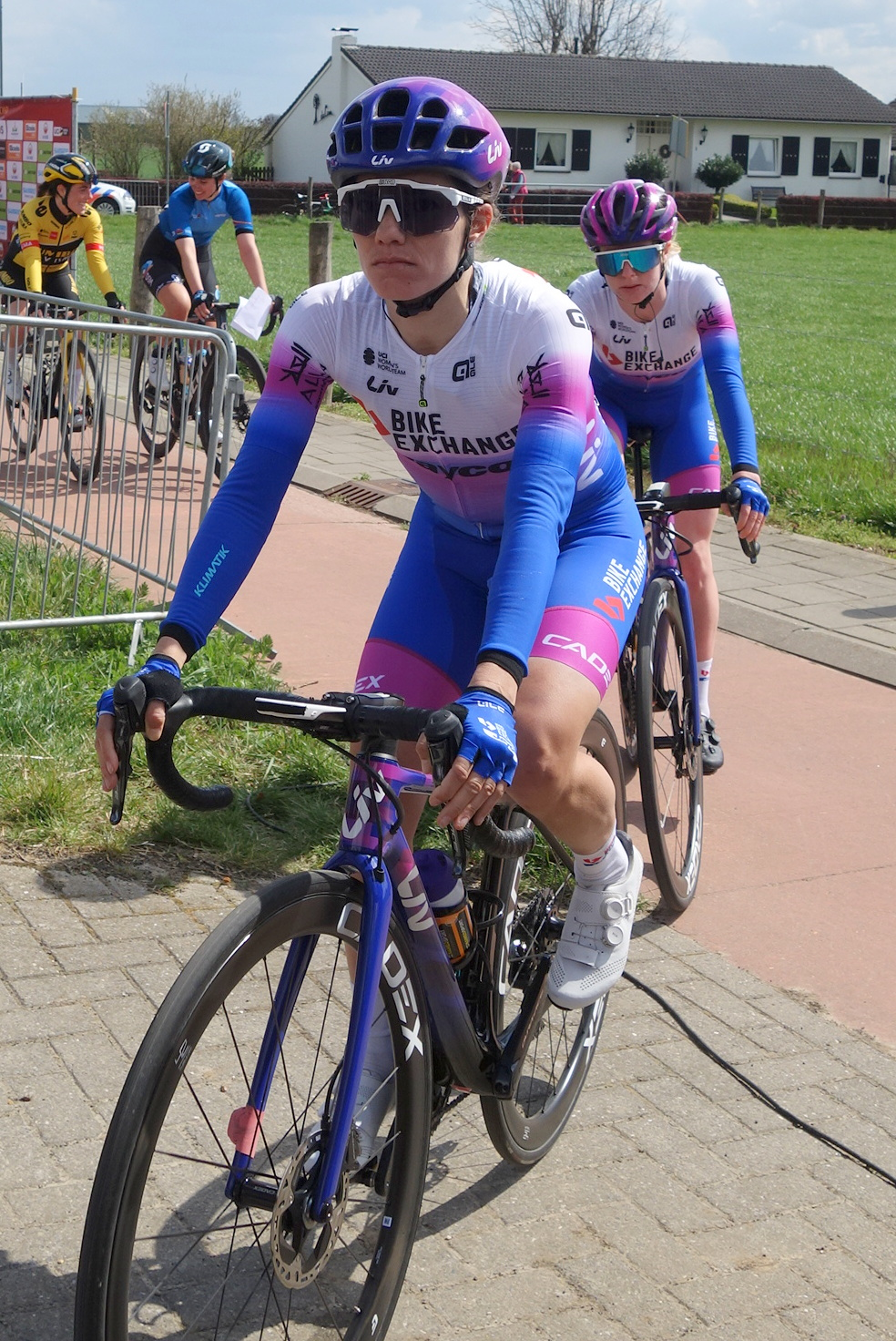
Ane Santesteban
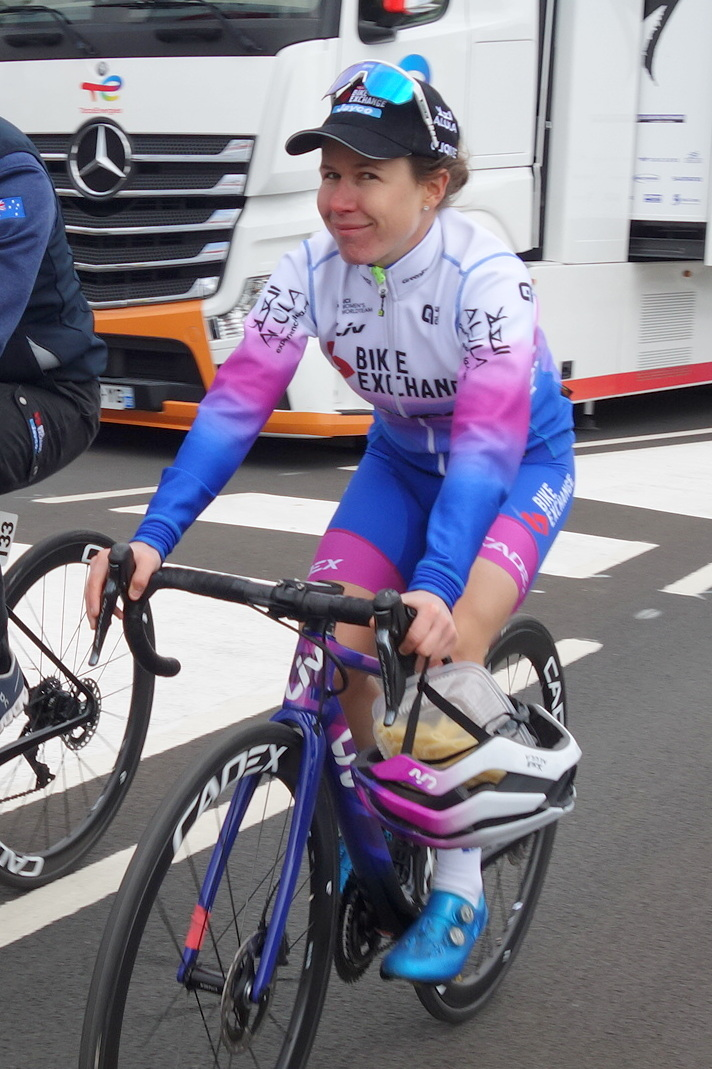
Amanda Spratt
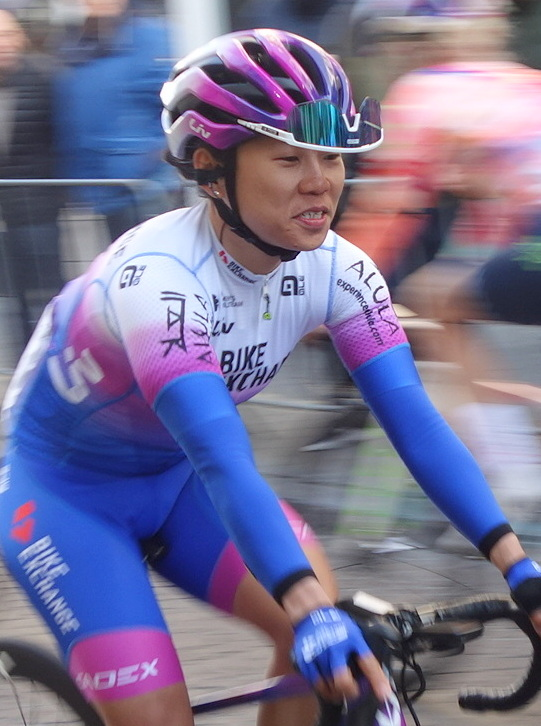
Wei Shi Chelsie Tan
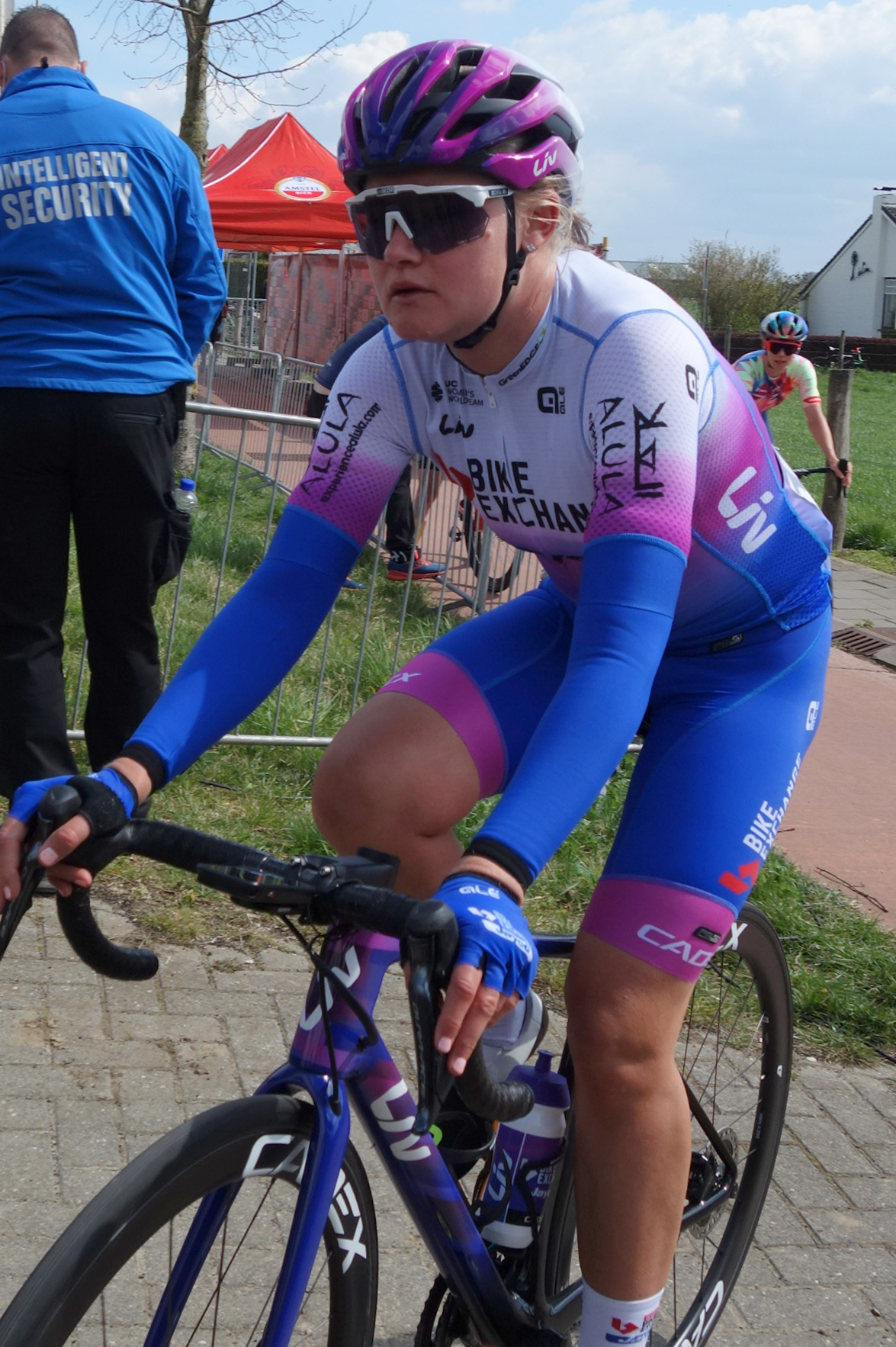
Georgia Williams

### Encadrement
Brent Copeland est le représentant de l'équipe auprès de l'UCI. Martin Vestby est le directeur sportif. Il est assisté par Alejandro Gonzalez Tablas, Andrew Smith et Brian Stephens.

## Déroulement de la saison

### Février-Mars
Georgia Williams remporte le championnat de Nouvelle-Zélande du contre-la-montre. Elle est troisième de la course en ligne.

### Avril

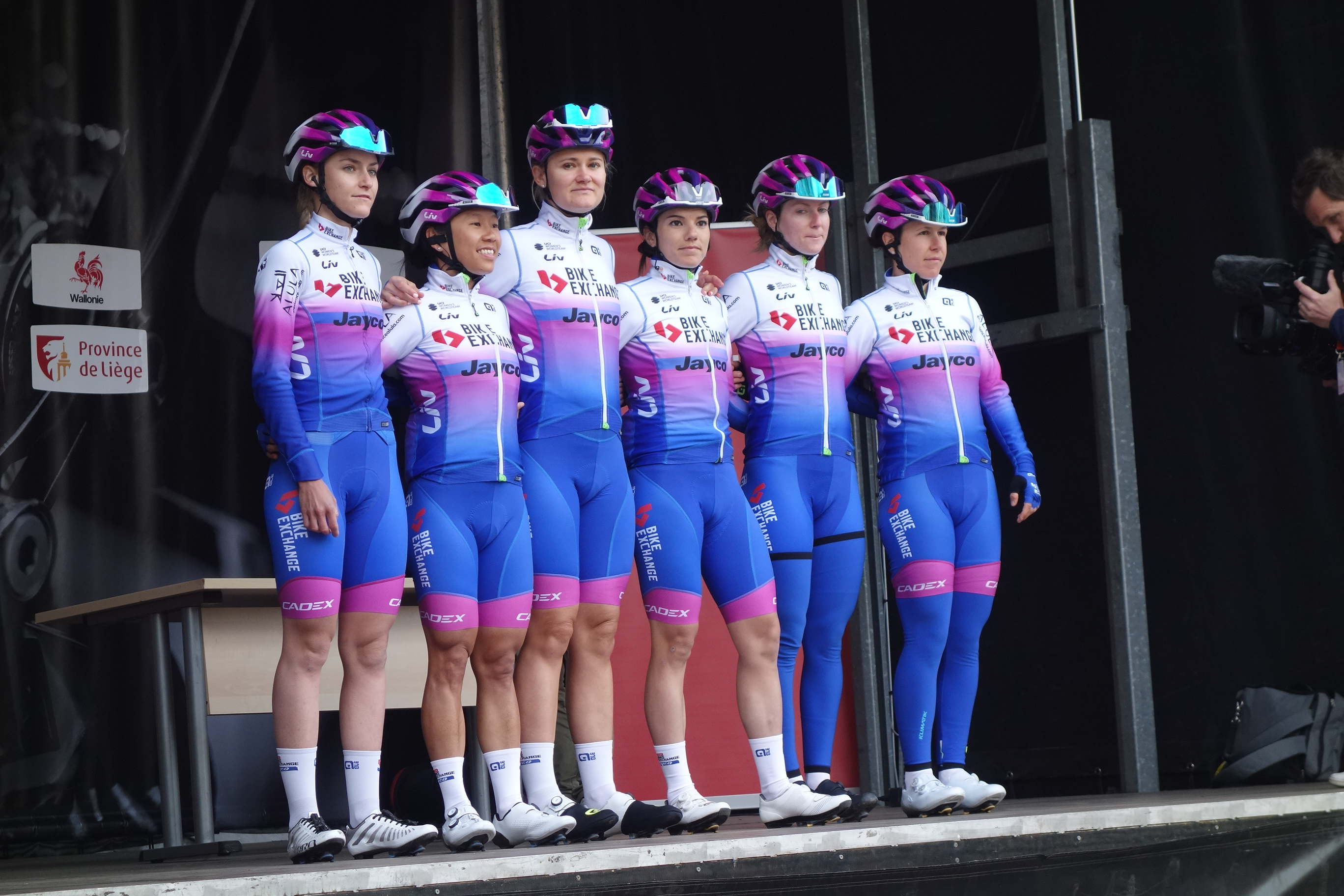
Équipe à la Flèche wallonne

À Liège-Bastogne-Liège, Amanda Spratt fait partie d'un groupe de huit coureuses échappées. L'écart est de quarante-cinq secondes au pied de la Redoute. Spratt se trouve ensuite dans un deuxième groupe et se classe dixième.

### Mai
Au Tour du Pays basque, à seize kilomètres de l'arrivée de la première étape, Kristen Faulkner contre. Demi Vollering et Pauliena Rooijakkers la rejoignent. Elles ne sont plus reprises. Faulkner est troisième. Elle est dixième le lendemain. Elle conclut la course à la troisième place du classement général.
Au Tour de Thuringe, Alexandra Manly s'impose au sprint sur la première étape,. Le lendemain, dans le sprint, Georgia Barker perd Ruby Roseman-Gannon et décide de sprinter elle-même et s'impose. Dans la troisième étape qui arrive en haut de l'Hanka-Berg, Alexandra Manly confirme sa bonne forme en s'imposant. Elle gagne de nouveau le lendemain, avant d'être deuxième de la cinquième étape puis de nouveau vainqueur de la dernière étape. Alexandra Manly remporte logiquement le classement général et le classement par points. L'équipe a remporté cinq des six étapes.

### Juin

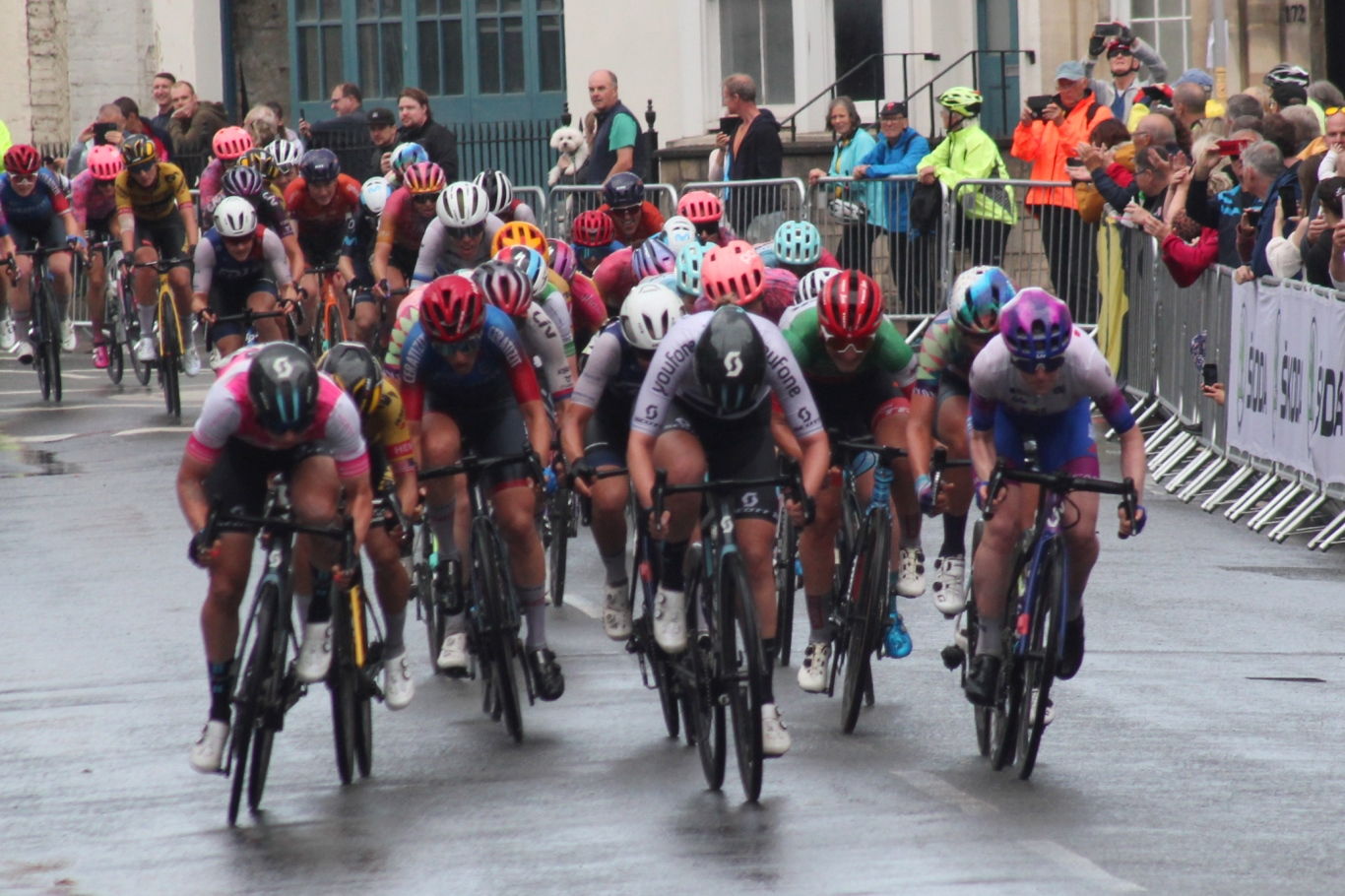
Sprint de la troisième étape du Women's Tour avec Alexandra Manly à droite

Au Women's Tour, Arianna Fidanza est quatrième du sprint de la première étape. Elle est septième le jour suivant. Lors de la troisième étape, Kristen Faulkner fait partie de l'échappée de favorites qui sort dans la montée de Cinderford. Le groupe est reprise dans le final. Alexandra Manly tente de surprendre Lorena Wiebes, mais celle-ci se montre la plus forte. Manly est deuxième. Sur la quatrième étape, Faulkner fait de nouveau partie des favorites qui attaquent dans la côte d'Hirnant Bank. Manly revient ensuite sur la tête. Elles ne font néanmoins pas partie du trio qui part dans les derniers kilomètres. Manly est sixième et Faulkner huitième. Dans la montée vers la Black Mountain, elles restent avec les meilleures. Faulkner se classe quatrième et Manly cinquième. Au classement général final, Alexandra Manly est quatrième et Kirsten Faulkner septième.
Au Tour de Suisse, Kristen Faulkner est dixième de la première étape. Sur le contre-la-montre, l'équipe réalise un triplé : Faulkner, 	Georgia Williams et Georgia Baker. La première prend la tête du classement général. Dans la dernière étape, Lucinda Brand et Jolanda Neff attaquent dans la descente du Wolfgangpass. Neff et Brand compte cinquante secondes d'avance sur le groupe Faulkner au pied de la montée finale. Peu après, Brand distance Neff. Derrière, Faulkner et Rooijakkers ne ménagent pas leurs efforts. Faulkner revient sur Brand juste avant la flamme rouge. Dans le dernier virage, Faulkner chute néanmoins. Lucinda Brand remporte ainsi l'étape et la course.
Urška Žigart remporte le championnat de Slovénie du contre-la-montre.

### Juillet
Au Tour d'Italie, Kristen Faulkner remporte le contre-la-montre inaugural devant Georgia Baker. Cette dernière est septième du sprint de la deuxième étape,, puis neuvième le lendemain. Sur la quatrième étape, Annemiek van Vleuten, Maví García, Marta Cavalli et Kristen Faulkner dans le col du Barbotto. Cette dernière perd néanmoins rapidement le contact. Amanda Spratt prend la cinquième place de l'étape,. Kristen Faulkner et Amanda Spratt font partie du groupe de favorites qui se détachent dans le difficile final de la sixième étape et se classent respectivement quatrième et cinquième. Georgia Williams fait partie de l'échappée de la septième étape., elle ne peut suivre Juliette Labous dans la montée finale. Sur la huitième étape, Kristen Faulkner sort avec d'autres dans le Passo Bordala. Elle s'isole progressivement et débute l'ultime difficulté avec une minute trente d'avance. Annemiek van Vleuten la reprend. Faulkner termine quatrième. Le jour suivant, Gaia Realini et Kristen Faulkner attaquent environ à la moitié de l'ascension du Fai della Paganella. Elles sont rejointes par d'autres coureuses par la suite. Dans le Passo Daone, Faulkner s'isole. Elle résiste cette fois aux favorites. Elle s'impose et s'empare de la tête du classement de la montagne. Elle le conserve jusqu'à la fin de l'épreuve.

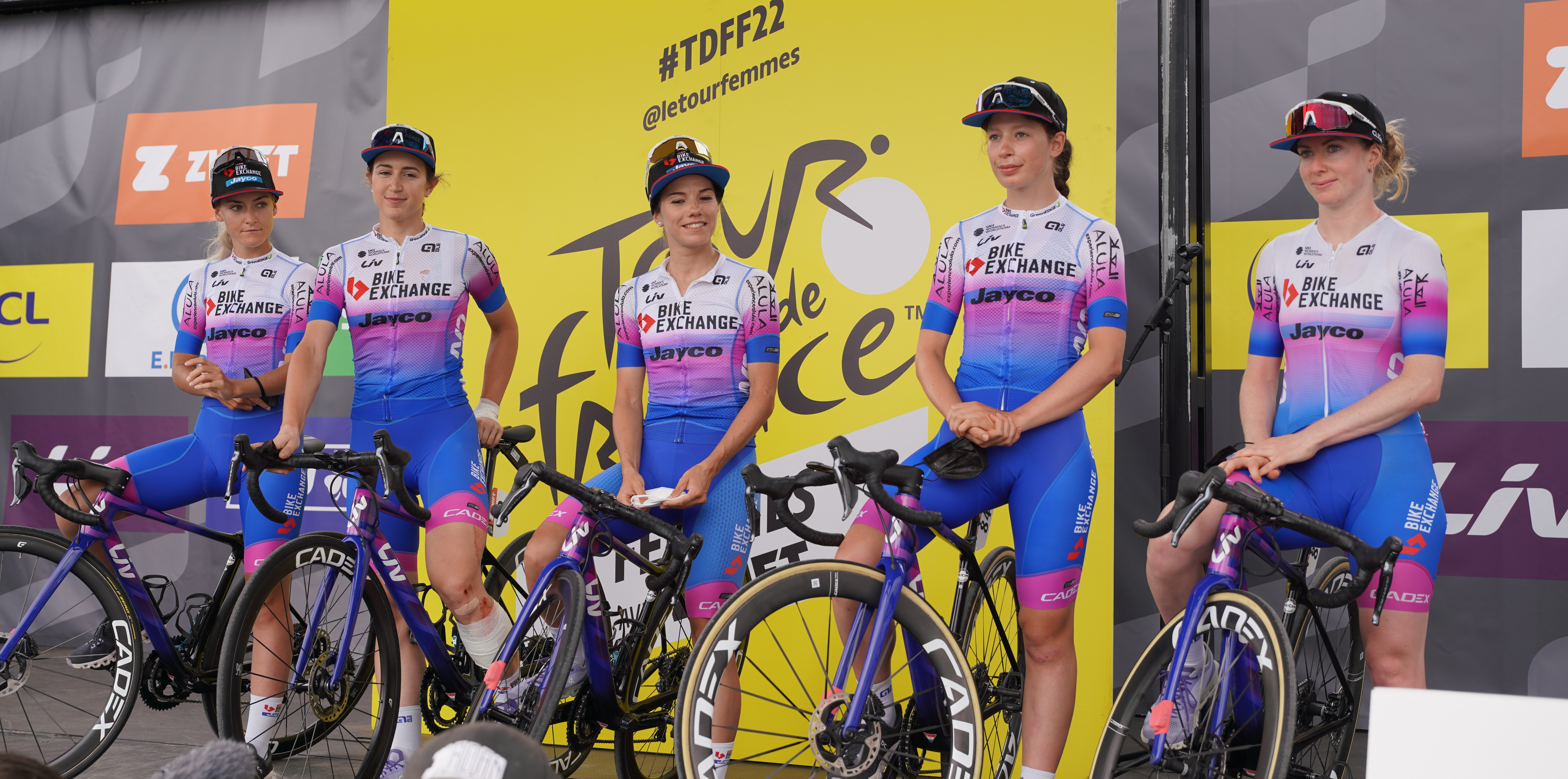
lors du tour de France femmes, étape Reims-Epernay.

Au Tour de France, sur la montagneuse septième étape, Urška Žigart crée la surprise en terminant à la huitième place.

### Août
Au Tour de Scandinavie, Alexandra Manly est cinquième de la deuxième étape. Elle est quatrième le lendemain. Elle gagne le sprint de la quatrième étape, puis est cinquième de la cinquième étape. Nina Kessler est sixième sur l'étape suivante. Alexandra Manly conclut l'épreuve à la troisième place du classement général.
Au Grand Prix de Plouay, dans la dernière côte avant le circuit final, le Stang Varric, Mavi Garcia et Amber Kraak attaquent. À trente-et-un kilomètres du but, elles sont rejointes par neuf autres coureuses dont Amanda Spratt. Les attaques se succèdent et elle se classe à la onzième place.

### Septembre

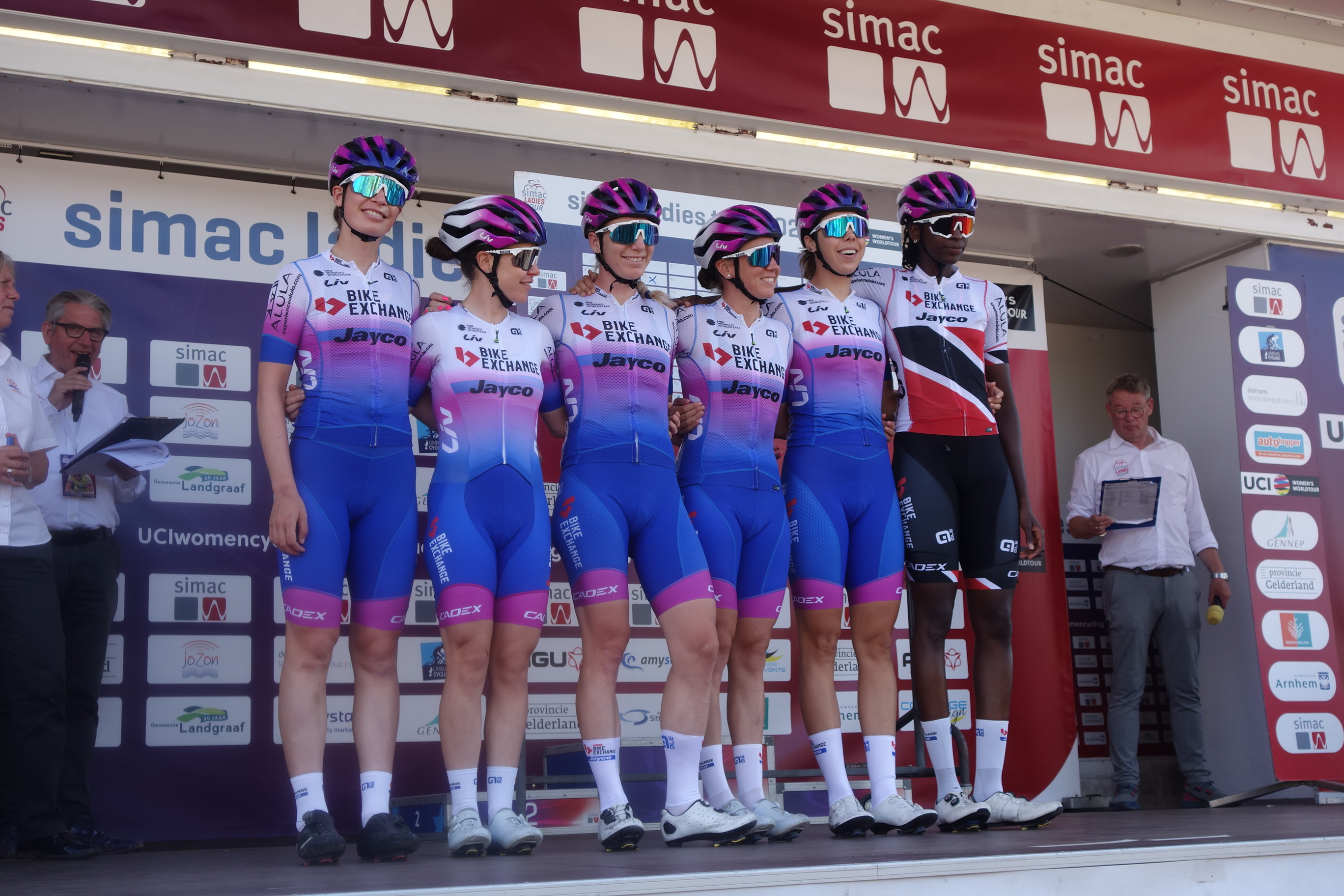
Au Simac Ladies Tour

Au Simac Ladies Tour, Ruby Roseman-Gannon est sixième de la première étape au sprint. Le lendemain, Georgia Baker fait partie du trio d'échappée. Elle est reprise à quinze kilomètres du but. Sur la troisième étape, Georgia Baker prend la troisième place. Lors de la quatrième étape, Nina Kessler et Amanda Spratt se montrent actives, sans succès. Amanda Spratt réalise le troisième temps du contre-la-montre. Ruby Roseman-Gannon est sixième. Au classement général final, Ruby Roseman-Gannon est cinquième et Amanda Spratt neuvième.
Au Ceratizit Challenge by La Vuelta, BikeExchange est deuxième du contre-la-montre par équipes inaugural. Sur la troisième étape, aux dix kilomètres, Alexandra Manly passe à l'offensive. Brown la marque. Elle se classe sixième. Au classement général final, Ane Santesteban est sixième.
Au championnat du monde du contre-la-montre, Georgia Baker se classe huitième,. Avec Alexandra Manly, elle prend la médaille de bronze sur le relais. Sur la course en ligne, à une cinquantaine de kilomètres du but, l'équipe d'Australie passe alors à l'offensive avec Amanda Spratt. Elle est rapidement reprise.

### Octobre
Amanda Spratt se classe septième du Tour d'Émilie. Aux Trois vallées varésines, Ane Santesteban est troisième et Amanda Spratt sixième.
Au Tour de Romandie, Amanda Spratt est neuvième à plus de trois minutes d'Ashleigh Moolman de la deuxième étape, celle reine. Nina Kessler est quatrième du sprint de la dernière étape. Amanda Spratt est huitième du classement général.

## Victoires

### Sur route
| Victoires | Victoires                                           | Victoires        | Victoires | Victoires        | Victoires |
| Date      | Course                                              | Pays             | Classe    | Vainqueur        |           |
| --------- | --------------------------------------------------- | ---------------- | --------- | ---------------- | --------- |
| 11 fév.   | Championnat de Nouvelle-Zélande du contre-la-montre | Nouvelle-Zélande | CN        | Georgia Williams |           |
| 24 mai    | 1re étape du Tour de Thuringe                       | Allemagne        | 2.Pro     | Alexandra Manly  |           |
| 25 mai    | 2e étape du Tour de Thuringe                        | Allemagne        | 2.Pro     | Georgia Baker    |           |
| 26 mai    | 3e étape du Tour de Thuringe                        | Allemagne        | 2.Pro     | Alexandra Manly  |           |
| 27 mai    | 4e étape du Tour de Thuringe                        | Allemagne        | 2.Pro     | Alexandra Manly  |           |
| 29 mai    | Classement général, Tour de Thuringe                | Allemagne        | 2.Pro     | Alexandra Manly  |           |
| 29 mai    | 6e étape du Tour de Thuringe                        | Allemagne        | 2.Pro     | Alexandra Manly  |           |
| 19 juin   | 2e étape du Tour de Suisse                          | Suisse           | 2.Pro     | Kristen Faulkner |           |
| 23 juin   | Championnat de Slovénie du contre-la-montre         | Slovénie         | CN        | Urška Žigart     |           |
| 30 juin   | 1re étape du Tour d'Italie                          | Italie           | 2.WWT     | Kristen Faulkner |           |
| 9 juill.  | 9e étape du Tour d'Italie                           | Italie           | 2.WWT     | Kristen Faulkner |           |
| 12 août   | 4e étape du Tour de Scandinavie                     | Norvège          | 2.WWT     | Alexandra Manly  |           |

### Résultats sur les courses majeures

#### World Tour
| Date                | #  | Course                                                   | Pays        | Meilleure classée   | Classement |
| ------------------- | -- | -------------------------------------------------------- | ----------- | ------------------- | ---------- |
| 5 mars              | 1  | Strade Bianche                                           | Italie      | Ruby Roseman-Gannon | 18e        |
| 12 mars             | 2  | Tour de Drenthe                                          | Pays-Bas    | Nina Kessler        | 8e         |
| 20 mars             | 3  | Trofeo Alfredo Binda-Comune di Cittiglio                 | Italie      | Ane Santesteban     | 17e        |
| 24 mars             | 4  | Trois Jours de La Panne                                  | Belgique    | Arianna Fidanza     | 15e        |
| 27 mars             | 5  | Gand-Wevelgem                                            | Belgique    | Arianna Fidanza     | 12e        |
| 3 avril             | 6  | Tour des Flandres                                        | Belgique    | Alexandra Manly     | 18e        |
| 10 avril            | 7  | Amstel Gold Race                                         | Pays-Bas    | Alexandra Manly     | 12e        |
| 16 avril            | 8  | Paris-Roubaix                                            | France      | Teniel Campbell     | 42e        |
| 20 avril            | 9  | Flèche wallonne                                          | Belgique    | Ane Santesteban     | 10e        |
| 24 avril            | 10 | Liège-Bastogne-Liège                                     | Belgique    | Amanda Spratt       | 10e        |
| 13-15 mai           | 11 | Classique de Saint-Sébastien                             | Espagne     | Kristen Faulkner    | 3e         |
| 19-22 mai           | 12 | Tour de Burgos                                           | Espagne     | Ane Santesteban     | 9e         |
| 27-29 mai           | 13 | RideLondon-Classique                                     | Royaume-Uni | -                   | -          |
| 6-11 juin           | 14 | The Women's Tour                                         | Royaume-Uni | Alexandra Manly     | 4e         |
| 1-10 juillet        | 15 | Tour d'Italie                                            | Italie      | Kristen Faulkner    | 11e        |
| 24-31 juillet       | 16 | Tour de France                                           | France      | Urška Žigart        | 29e        |
| 6 août              | 17 | Contre-la-montre par équipes de l'Open de Suède Vårgårda | Suède       | -                   | -          |
| 7 août              | 18 | Open de Suède Vårgårda                                   | Suède       | Arianna Fidanza     | 12e        |
| 9-14 août           | 19 | Tour de Scandinavie                                      | Norvège     | Alexandra Manly     | 3e         |
| 27 août             | 20 | Grand Prix de Plouay                                     | France      | Amanda Spratt       | 11e        |
| 30 août-4 septembre | 21 | Simac Ladies Tour                                        | Pays-Bas    | Ruby Roseman-Gannon | 5e         |
| 7-11 septembre      | 22 | Ceratizit Challenge by La Vuelta                         | Espagne     | Ane Santesteban     | 6e         |
| 7-9 octobre         | 23 | Tour de Romandie                                         | Suisse      | Amanda Spratt       | 8e         |

Alexandra Manly est vingt-deuxième du classement individuel. BikeExchange-Jayco est neuvième du classement par équipes.

#### Grands tours
| Grand tour            | Tour d'Italie                            | Tour de France     |
| --------------------- | ---------------------------------------- | ------------------ |
| Coureuse (classement) | Kristen Faulkner (11e)                   | Urška Žigart (29e) |
| Accessits             | 2 étapes et le classement de la montagne | -                  |

## Classement mondial
| Classement UCI | Classement UCI      | Classement UCI    | Classement UCI |
| Coureuse       | Coureuse            | Pays              | Points         |
| -------------- | ------------------- | ----------------- | -------------- |
| 23e            | Alexandra Manly     | Australie         | 1338.34 pts    |
| 26e            | Kristen Faulkner    | États-Unis        | 1157.67 pts    |
| 44e            | Ane Santesteban     | Espagne           | 749.67 pts     |
| 53e            | Amanda Spratt       | Australie         | 580 pts        |
| 62e            | Ruby Roseman-Gannon | Australie         | 497.67 pts     |
| 81e            | Georgia Baker       | Australie         | 386.67 pts     |
| 102e           | Arianna Fidanza     | Italie            | 313 pts        |
| 119e           | Georgia Williams    | Nouvelle-Zélande  | 275.67 pts     |
| 121e           | Nina Kessler        | Pays-Bas          | 274 pts        |
| 142e           | Urška Žigart        | Slovénie          | 214 pts        |
| 265e           | Teniel Campbell     | Trinité-et-Tobago | 103.67 pts     |
| 1008e          | Jessica Allen       | Australie         | 8 pts          |

BikeExchange-Jayco est neuvième du classement par équipes.